# Accord de libre-échange entre le Panama et Israël
L'accord de libre-échange entre le Panama et Israël est un accord de libre-échange signé le 18 mai 2018. 
Les premières négociations de l'accord ont eu lieu en mai 2014 et le dernier cycle de négociation s'est terminé en novembre 2015. En octobre 2019, le parlement du Panama ratifie l'accord . L'accord entre en application en janvier 2020.